# Klez Brandar
Klez Brandar (Nantes, 1984 –) francia zenész, fotós és színész. Több nyelven énekel, és különböző zenei stílusok ihlették.
Évekig élt Buenos Airesben, majd 2015 körül Prágában telepedett le.

## Filmográfia
- The Heaviest Weight (2021) - felügyelte Tarr Béla
- Pastoral Spring (2022)
- The Puzzle (2017)

### Tévéfilmek
- Totems (2021-2022)
- Ruce v záruce (2022)
- Last Light (2022)
- Interjú a vámpírral (2024)
- Familier som vores (2024)

### Videóklip
- Kerouac Is Dead – (2020)
- Happy Melancholy – (2022)
- Salut, Je T’Aime – (2024)

## Diszkográfia

### Albumok
- Solitania (2015)
- Rivage (2001)
- Mangrove (2022)
- Amazônia (2024)